# جيل ألفا

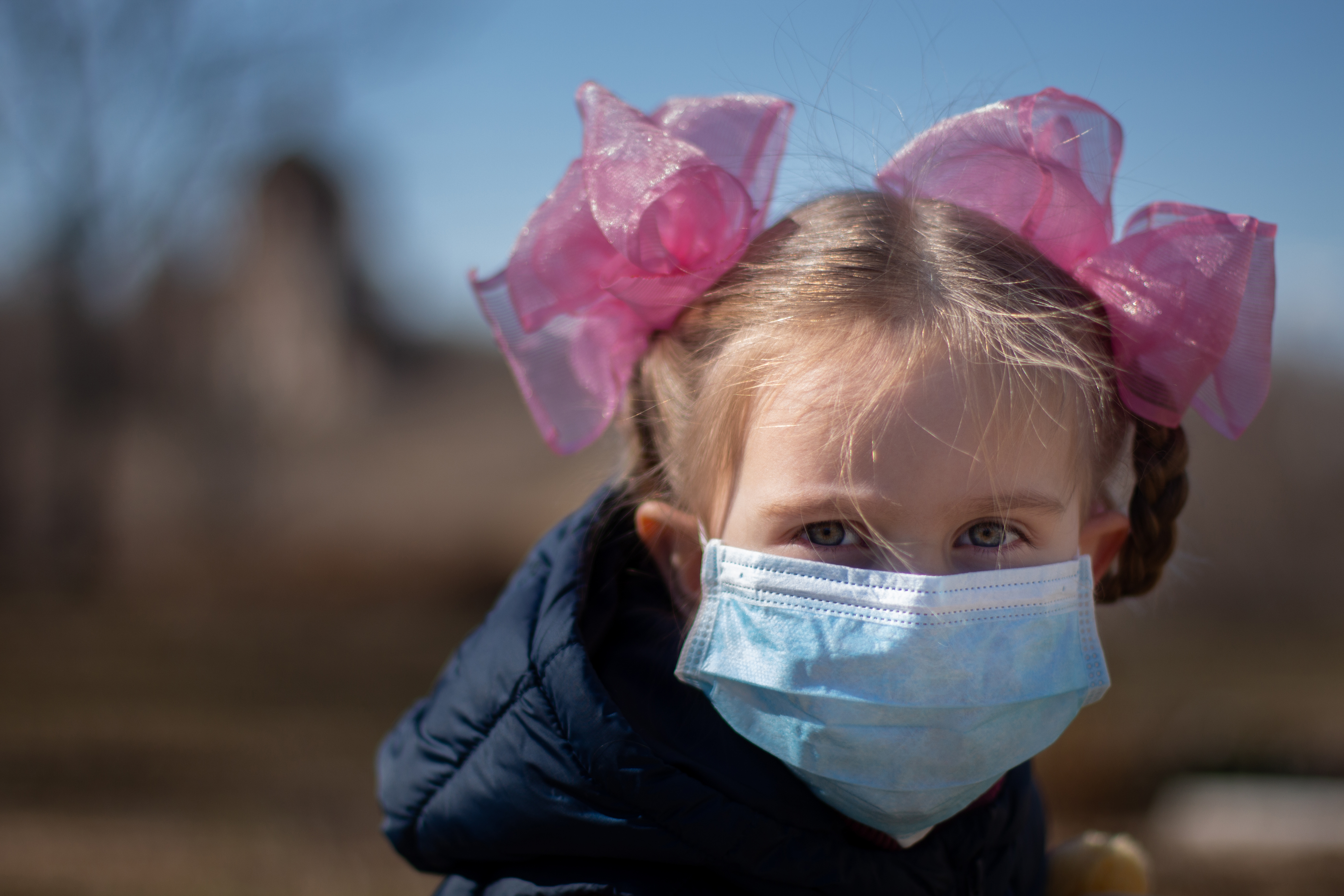
فتاة صغيرة من جيل ألفا ترتدي قناع طبي خارج المنزل كوقاية احترازية من مرض انفلونزا كوفيد 19 صورة ملتقطة عام 2020م

الجيل ألفا باختصار هو الفوج الديموغرافي التالي بعد الجيل زد، ويسبق جيل بيتا.يستخدم الباحثون ووسائل الإعلام أوائل عقد 2010 كبداية سنوات ميلاد هذا الجيل ومنتصف عقد 2020 كنهاية سنوات ميلادهم. سمي الجيل ألفا باسم الحرف الأول في الأبجدية اليونانية، وهو أول من وُلد بالكامل في القرن الحادي والعشرين.
اعتبارًا من عام 2015، كان هناك حوالي مليوني ونصف المليون شخص يولدون كل أسبوع في جميع أنحاء العالم؛ من المتوقع أن يصل جيل ألفا إلى ملياري شخص بحلول عام 2025.  للمقارنة ، قدرت الأمم المتحدة أن عدد السكان كان حوالي 7.8 مليار في عام 2020 ، بعد أن كان 2.5 مليار في عام 1950. ما يقرب من ثلاثة أرباع جميع الناس يقيمون في أفريقيا و آسيا في عام 2020.  في الواقع ، يأتي معظم النمو السكاني البشري من هاتين القارتين ، حيث تميل الدول في أوروبا والأمريكتين إلى إنجاب عدد قليل جدًا من الأطفال ليحلوا محل أنفسهم.

## الهرم السكاني للعالم 2018
كان عام 2018 هو المرة الأولى التي يتجاوز فيها عدد الأشخاص الذين تزيد أعمارهم عن 65 عامًا (705 مليون) أولئك الذين تتراوح أعمارهم أربعة سنوات (680 مليونًا). إذا استمرت الاتجاهات الحالية ، فستتجاوز النسبة بين هاتين الفئتين العمريتين بحلول عام 2050.  معدلات الخصوبة آخذة في الانخفاض في جميع أنحاء العالم بسبب ارتفاع مستويات المعيشة ، وزيادة الوصول إلى وسائل منع الحمل ، والمزيد من الفرص التعليمية والاقتصادية. . كان متوسط معدل الخصوبة العالمي في عام 1950 4.7 لكنه انخفض إلى 2.4 في عام 2017. ومع ذلك ، فإن هذا المتوسط يخفي التباين الهائل بين البلدان. النيجر لديها أعلى معدل للخصوبة في العالم عند 7.1 بينما قبرص لديها واحد من أدنى المعدلات عند 1.0. بشكل عام ، تميل الدول الأكثر تقدمًا ، بما في ذلك الكثير من أوروبا والولايات المتحدة وكوريا الجنوبية وأستراليا ، إلى انخفاض معدلات الخصوبة.  يميل الناس في مثل هذه الأماكن إلى إنجاب الأطفال في وقت لاحق ويقل عددهم. ومع ذلك ، تشير الدراسات الاستقصائية التي أجريت في الاقتصادات المتقدمة إلى أن أحجام الأسرة المرغوبة للمرأة تميل إلى أن تكون أعلى من خصوبتها الكاملة. ومن العوامل المساهمة في ذلك ركود الأجور وتآكل برامج الرعاية الاجتماعية. في حين أن بعض البلدان ، مثل السويد وسنغافورة ، جربت حوافز مختلفة لرفع معدلات الخصوبة ، فإن مثل هذه السياسات لم تكن ناجحة بشكل خاص. علاوة على ذلك ، قد تنخفض معدلات المواليد بعد الوباء العالمي COVID-19 بشكل كبير بسبب الركود الاقتصادي.  في واقع الأمر ، تشير البيانات من أواخر عام 2020 وأوائل عام 2021 إلى أنه على الرغم من الآمال (أو النكات) لطفرة المواليد بسبب عمليات الإغلاق ، حدث العكس تمامًا ، على الأقل في الدول المتقدمة مثل فرنسا أو الولايات المتحدة ، ولكن ليس بالضرورة الدول النامية ، مثل البرازيل أو أوغندا.

## التركيبة السكانية

### التوجهات العالمية
اعتبارًا من عام 2015، كان هناك نحو مليوني ونصف المليون شخص يولدون كل أسبوع في جميع أنحاء العالم؛ من المتوقع أن يصل جيل ألفا إلى ملياري شخص بحلول عام 2025. بالمقارنة، قدرت الأمم المتحدة أن عدد السكان كان نحو 7.8 مليار في عام 2020، ارتفاعًا من 2.5 مليار في عام 1950. حوالي ثلاثة أرباع الناس جميعًا يقيمون في إفريقيا وآسيا في عام 2020. في الواقع، يأتي معظم النمو السكاني البشري من هاتين القارتين، حيث تميل الدول في أوروبا والأمريكتين إلى أن يكون لديها عدد قليل جدًا من الأطفال لضمان استمرار النسل (ليحلوا محل آبائهم).
كان عام 2018 هو المرة الأولى التي يتجاوز فيها عدد الأشخاص الذين تزيد أعمارهم عن 65 عامًا (705 مليون) أولئك الذين تتراوح أعمارهم بين صفر وأربعة أعوام (680 مليون). إذا استمرت التوجهات الحالية، فإن النسبة بين هاتين الفئتين العمريتين ستتجاوز الاثنين بحلول عام 2050. تنخفض معدلات الخصوبة في جميع أنحاء العالم بسبب ارتفاع مستويات المعيشة، وزيادة الوصول إلى موانع الحمل، والمزيد من الفرص التعليمية والاقتصادية. في الواقع، كان لدى حوالي نصف البلدان جميعًا معدل خصوبة دون مستوى الإحلال (الاستبدال) في منتصف العقد الأول من القرن الحادي والعشرين. كان متوسط معدل الخصوبة العالمي في عام 1950 4.7 لكنه انخفض إلى 2.4 في عام 2017. ومع ذلك، فإن هذا المتوسط يخفي التباين الهائل بين البلدان. تمتلك النيجر أعلى معدل للخصوبة في العالم عند 7.1 بينما قبرص لديها واحدة من أدنى المعدلات عند 1. تميل الدول الأكثر تقدمًا بشكل عام، بما في ذلك الكثير من دول أوروبا والولايات المتحدة وكوريا الجنوبية وأستراليا، إلى الحصول على معدلات خصوبة منخفضة. يميل الناس في مثل هذه الأماكن إلى إنجاب الأطفال في وقت لاحق وأقل عدد منهم. ومع ذلك، تشير الدراسات الاستقصائية التي أجريت في الاقتصادات المتقدمة إلى أن أحجام الأسرة المرغوبة للمرأة تميل إلى أن تكون أعلى من خصوبتها الكاملة. ومن العوامل المساهمة في ذلك ركود الأجور وتآكل برامج الرعاية الاجتماعية. في حين أن بعض البلدان، مثل السويد وسنغافورة، جربت حوافز مختلفة لرفع معدلات الخصوبة، مثل هذه السياسات لم تكن ناجحة بشكل خاص. علاوة على ذلك، قد تنخفض معدلات المواليد بعد جائحة كوفيد-19 العالمي بشكل كبير بسبب الركود الاقتصادي. في واقع الأمر، تشير البيانات من أواخر عام 2020 وأوائل عام 2021 إلى أنه على الرغم من الآمال (أو النكات) بطفرة المواليد بسبب عمليات الإغلاق، حدث العكس تمامًا، على الأقل في الدول المتقدمة مثل فرنسا أو الولايات المتحدة، ولكن ليس بالضرورة في الدول النامية، مثل البرازيل أو أوغندا.
التعليم هو في الواقع أحد أهم محددات الخصوبة. كلما كانت المرأة أكثر تعليمًا، كلما تأخرت في إنجاب الأطفال، وأقل عدد منهم. في الوقت نفسه، انتقل متوسط العمر المتوقع العالمي من 52 في عام 1960 إلى 72 في عام 2017. يؤدي الاهتمام العالي بالتعليم إلى بيئة تنخفض فيها معدلات الوفيات، ما يؤدي بدوره إلى زيادة الكثافة السكانية. كل هذه العوامل تقلل من الخصوبة، وكذلك انتقال الثقافة. تعد زيادة الهجرة إشكالية بينما نادرًا ما تنجح السياسات التي تشجع الناس على إنجاب المزيد من الأطفال. علاوة على ذلك، فإن الهجرة ليست خيارًا على المستوى العالمي.
كان نصف السكان يعيشون في المناطق الحضرية في عام 2007، وأصبح هذا الرقم 55٪ في عام 2019. وإذا استمر التوجه الحالي، فسوف يصل إلى الثلثين بحلول منتصف القرن. النتيجة المباشرة للتحضر هي انخفاض الخصوبة. في المناطق الريفية، يمكن اعتبار الأطفال أحد الموجودات الثابتة (الأصول)، أي عمل إضافي. لكن في المدن، يشكل الأطفال عبئًا. علاوة على ذلك، تطالب النساء في المناطق الحضرية بقدر أكبر من الاستقلالية وممارسة المزيد من السيطرة على خصوبتهن. قدرت الأمم المتحدة في منتصف عام 2019 أن عدد السكان سوف يصل إلى نحو 9.7 مليار بحلول عام 2050، وهو تغير منحدر من الإسقاط الأقدم مراعاة لحقيقة أن الخصوبة كانت تنخفض بوتيرة أسرع مما كان يعتقد سابقًا في العالم النامي. انخفض معدل النمو السنوي العالمي بشكل مطرد منذ أواخر القرن العشرين، حيث انخفض إلى حوالي 1٪ في عام 2019. في الواقع، بحلول أواخر عام 2010، كانت 83 دولة من دول العالم تعاني من انخفاض معدل الخصوبة.
خلال الفترة من أوائل إلى منتصف عام 2010، وُلد عدد أكبر من الأطفال لأمهات مسيحيات أكثر من مواليد أي دين آخر في العالم، ما يعكس حقيقة أن المسيحية بقيت الدين الأكثر شعبية في الوجود. ومع ذلك، كان المسلمون هم الذين حققوا معدل نمو أسرع. وُلد حوالي 33٪ من أطفال العالم لمسيحيين شكلوا 31٪ من سكان العالم بين عامي 2010 و2015، مقارنة بـ 31٪ للمسلمين، الذين كانت نصيبهم من البشر 24٪. خلال نفس الفترة، شكّل غير المنتمين دينيًا (بما في ذلك الملحدين) 16٪ من السكان لكنهم أنجبوا 10٪ فقط من أطفال العالم.